# Olaf Ingebretsen
Olaf Ingebretsen (Ingebrigtsen) (født 24. maj 1892 i Oslo, død 20. juli 1971 i Bærum) var en norsk gymnast og atlet, som deltog i OL 1912 i Stockholm.
Ved OL 1912 i Stockholm var han med på det norske hold i gymnastik efter svensk system. Svenskerne vandt guld efter at have opnået 937,46 point, mens Danmark blev toer med 898,84 point, og nordmændene vandt bronze med 857,21 point. Kun disse tre hold deltog i konkurrencen.
Han var også meldt til i to atletikdiscipliner, henholdsvis længdespring fra stående udgangspunkt og spydkast, men stillede ikke op i disse konkurrencer.